# Дрожжин, Иван Васильевич
Иван Васильевич Дрожжин (9 (21) октября 1891, Муравьёво, Московская губерния — 27 июля 1941, Коммунарка, Московская область) — советский партийный и государственный деятель, ответственный секретарь Рязанского (1922—1923) и Костромского (1923—1924) губкомов РКП(б).

## Биография
Родился 9 (21) октября 1891 года в селе Муравьёве Дмитровского уезда Московской губернии рабочей семье крестьян Василия Николаевича и Домники Дмитриевны Дрожжиных, крещён на следующий день. Получил начальное образование, работал ткачом, являлся членом профсоюза текстильщиков. 
В 1907 году вступил в ряды РСДРП. Участвовал в Первой мировой войне, вернувшись с фронта, три года был водителем трамвая, затем торфяным комиссаром. Работал в Петрограде, Москве, являлся членом президиума Московского совета.
В 1919—1921 гг. — председатель исполнительного комитета Хамовнического районного Совета Москвы.
31 января 1921 г. с мандатом, подписанным В. И. Лениным, командирован на Московско-Казанскую железную дорогу для «наблюдения и контроля за продвижением хлебных грузов к Москве вне всяких очередей за счёт всех остальных грузов».
- 1921—1922 гг. — председатель исполнительного комитета Рязанского губернского Совета,
- 1922—1923 гг. — ответственный секретарь Рязанского губернского комитета РКП(б),
- 1923—1924 гг. — ответственный секретарь Костромского губернского комитета РКП(б).

Затем — секретарь (председатель) Московского губернского (областного) Совета профсоюзов.
- 1930—1934 гг. — член Центральной Контрольной Комиссии ВКП(б),
- 26 января—10 февраля 1934 года делегат XVII съезда ВКП(б) с совещательным голосом[2].
- 1934—1935 гг. — директор Шатурской районной электростанции (Московская область).

До 1939 г. занимал должность заместителя управляющего трестом «Волгоэлектросетьстрой».
Арестован 6 ноября 1939 г. по ст. 58-7 и 58-11 УК РСФСР. Был обвинен в участии в право-троцкистской организации. Осужден 6 июля 1941 г. Военной коллегией Верховного суда СССР. Расстрелян 27 июля 1941 г. Реабилитирован 6 октября 1956 г. Военной коллегией Верховного суда СССР.

## Награды и звания
Награждён орденом Трудового Красного Знамени — за перевыполнение производственной программы 1934 г. по выработке электроэнергии больше, чем на один процент, снижение удельных расходов топлива, себестоимости электроэнергии и значительные успехи по овладению техникой электростанций и линий электропередач.